# Hilde Körber
Hilde Körber (née le 3 juillet 1906 à Vienne et morte le 31 mai 1969 à Berlin) est une actrice germano-autrichienne.
Elle fut l'épouse du metteur en scène allemand Veit Harlan à qui elle donna trois enfants, dont deux évolueront dans le monde de la scène.

## Biographie
Fille d'un électricien, Hilde Körber suivit des cours d'art dramatique à l'Académie de musique et d'art théâtral de Vienne, entre 1920 et 1922. Elle joua ensuite à Oldenbourg, Stuttgart, Zurich et enfin Berlin en 1924.
Elle se fit engager ensuite au Renaissance-Theater de Berlin, où elle se fit remarquer en 1927 dans une pièce de Ferdinand Bruckner Maladie de jeunesse. Elle joua ensuite au Schillertheater et au Staatstheater.
C'est à l'avènement du cinéma parlant dans les années 1930 qu'elle se tourna vers des rôles pour des films qui marquèrent ces années, comme Maria, die Magd (La jeune fille Maria) en 1936, Fridericus la même année (sur la vie de Frédéric le Grand), Crépuscule (Der Herrsche) et La Sonate à Kreutzer en 1937, Großalarm en 1938, ou La Lutte héroïque en 1939 sur la vie de Robert Koch.
Elle joue des rôles de premier plan pendant la guerre avec Le Renard de Glenarvon en 1940, Oncle Krüger (Ohm Krüger) en 1941, Le Grand Roi (Der Große König) en 1942, Damals en 1943 et Via Mala, tourné en 1944, mais qui ne sortira qu'en 1948.
Elle joue avec succès après la guerre et tourne dans plus d'une vingtaine de films dans les années 1950, dont Das Mädchen von Moorhof en 1958. Elle enseigne à partir de 1951, jusqu'à sa mort, à l'école d'art dramatique Max Reinhardt de Berlin-Ouest.
Hilde Körber épousa en premières noces Walter von Varndal, régisseur de théâtre et en secondes noces en 1929 Veit Harlan. Elle accoucha de son fils Thomas Christian le jour de son mariage, le 19 février 1929 puis de Maria Christiane en 1930, connue sous le nom de Maria Körber et finalement de Susanne.
Elle repose au cimetière de la Forêt à Dahlem.

## Filmographie partielle
- 1930 : Die Jagd nach dem Glück de Rochus Gliese
- 1937 : Crépuscule (Der Herrscher) de Veit Harlan
- 1939 : La Lutte héroïque de Hans Steinhoff
- 1942 : Le Renard de Glenarvon de Max W. Kimmich
- 1942 : Le Grand Roi de Veit Harlan
- 1948 : Morituri d'Eugen York
- 1952 : Désirs
- 1956 : Le Diable en personne (Teufel in Seide) de Rolf Hansen :
- 1953 : Ave Maria d'Alfred Braun
- 1954 : Sauerbruch
- 1954 : La Confession de Ina Kahr